# Fudbalski klub Železnik
Il Fudbalski klub Železnik (in serbo-croato Фудбалски клуб Железник?) è una società calcistica serba con sede a Belgrado, nell'omonimo quartiere che dà appunto il nome al club, situato nella municipalità di Čukarica.

## Storia
Lo Železnički SK venne fondato il 17 maggio 1930 nel villaggio omonimo, 10 km a sud del centro di Belgrado e non ebbe gloria alcuna fino a quando, alla fine della Seconda Guerra Mondiale, la fabbrica Ivo Lola Ribar fu impiantata proprio qui e, da piccolo villaggio di poco più di 2.000 abitanti, in pochissimo tempo la popolazione crebbe fino a oltre 10.000. 
Come tutte le grandi fabbriche, anche la Ivo Lola Ribar aveva la sua squadra di calcio, il FK Napredak e nel 1961 i due club si fusero per dare vita ad una realtà in grado di competere in campionati più importanti, il nome scelto fu appunto Fudbalski klub Železnik. Iniziò così l'ascesa verso i campionati nazionali, con le due promozioni consecutive che dal 1961 al 1963 portarono la squadra alla Treća Liga, la terza serie. Nel 1965 lo Železnik perse la finale per la promozione in Druga Liga contro lo Sloboda Užice, in quello che resta il massimo traguardo raggiunto nei campionati della Jugoslavia unita.
Gli anni '70 e '80 non vedono lo Železnik raggiungere risultati di spicco, restando nelle serie minori, poi l'acquisto del club da parte di Jusuf Bulic, personaggio noto alle forze dell'ordine di mezza Europa, avvenuto nel 1992, porta il club a tre promozioni consecutive, fino al raggiungimento della Prva Liga, nel 1996, anche se ancora divisa in due (IA e IB). 
Il 4 maggio 1998, il presidente viene ucciso a Novi Beograd e la guida del club viene assunta dal figlio Dragan, sotto la cui presidenza lo Železnik arriva due volte successive in semifinale di Coppa e al 3º posto in Campionato, risultato che consente la partecipazione alla Coppa UEFA (2004-05).
Il 12 agosto 2004 si presenta al Mali Poljud Stadion, nel secondo turno preliminare, la Steaua Bucarest che annichilisce i padroni di casa per 4-0, prima di subire una parziale rimonta dei serbi che fissa il punteggio finale sul 2-4. Il 26 agosto, nel ritorno, lo Železnik sfiora l'impresa, fino al gol di Dica che, al 79º minuto chiude la partita sull'1-2.
Nello stesso anno lo Železnik vince l'unico trofeo della sua storia, la Coppa, battendo in finale la Stella Rossa, con un gol di Dejan Rađenović al 90º minuto.
A causa della pessima gestione finanziaria, il club è costretto a rinunciare all'iscrizione al campionato 2005-2006, quando si unisce al Fudbalski Klub Voždovac, che continua in Prva Liga al suo posto.
Nel 2010, il club viene rifondato con il nome di FK Železnik Lavovi
, venendo iscritto alla Prva Beogradska Liga e vincendo il campionato al termine della stagione. L'anno successivo, arrivando secondo nella Beogradska BIP Zona dietro al Buducnost Dobanovci, viene promosso in Srpska liga Beograd.
Inizia la stagione 2013-2014 con un cambio di nome, FK Železnik Lasta, nome che mantiene fino al termine della stagione successiva, quando cessa definitivamente di esistere, fondendosi con il Radnićki. 
Il club rinasce nuovamente come FK Železnik 1930 all'inizio della stagione 2020-2021 per essere iscritto alla Međuopštinska liga Beograd, cioè il sesto livello del calcio serbo, dove compete tuttora.

## Stadio
Lo Železnik gioca le sue partite casalinghe al Mali Poljud Stadion, impianto situato nel municipio di Čukarica, ad Avala bb. Lo stadio è stato poi intitolato al presidente del club Jusa Bulić
Lo stadio, dedicato esclusivamente al calcio, dispone di due tribune laterali, una coperta ed una scoperta, per un totale di 6.900 posti.

## Palmarès

### Competizioni nazionali
- Coppa di Serbia e Montenegro: 1

2004-2005